# Heizung
Eine Heizung, je nach Größe und Bauart auch (Be-)Heiz(ungs)gerät oder -anlage, alternativ auch Wärmegerät, Wärmeerzeuger, Wärmequelle oder Heizanlage genannt, ist ein Bauteil, ein Gerät oder eine technische Anlage, das/die dazu dient, einem Objekt Wärmeenergie (Nutzwärme) zuzuführen.
Die Nutzwärme wird entweder in der Heizung erzeugt (durch Umwandlung aus einer anderen Energieform, beispielsweise chemischer oder elektrischer Energie, oder aus Umgebungs- oder Abwärme) oder nur übertragen (transportiert).
Umgangssprachlich verkürzt ist mit „Heizung“ meist eine Gebäudeheizung gemeint. Als beheizte Objekte kommen neben Gebäuden aber auch ganz andere Arten von Objekten in Frage. Nach unterschiedlichen Kriterien werden viele verschiedene Arten von Heizungen unterschieden.
Bevor es mithilfe von elektrischer Energie und elektromagnetischer Strahlung möglich wurde, Wärme an fast jedem Ort zu erzeugen, bestand eine Heizung fast immer aus einem Ofen, dessen Wärme gegebenenfalls durch Konvektion auch an weiter entfernt liegende Orte verteilt werden konnte (etwa durch wasserführende Heizkreise oder durch Warmluftkanäle).

## Heizungsarten

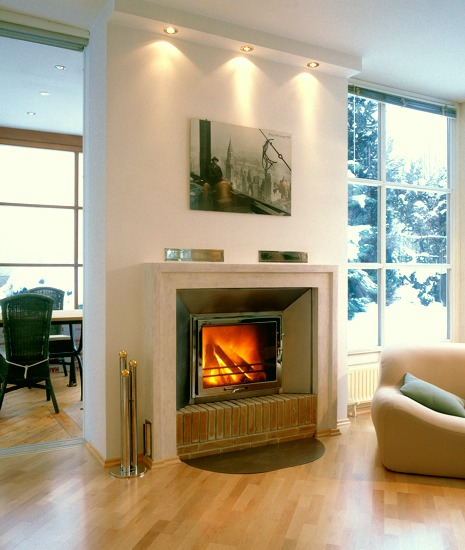
Gebäudeheizung mittels Kamin (Holzheizung): eine der ältesten Arten der Heizung

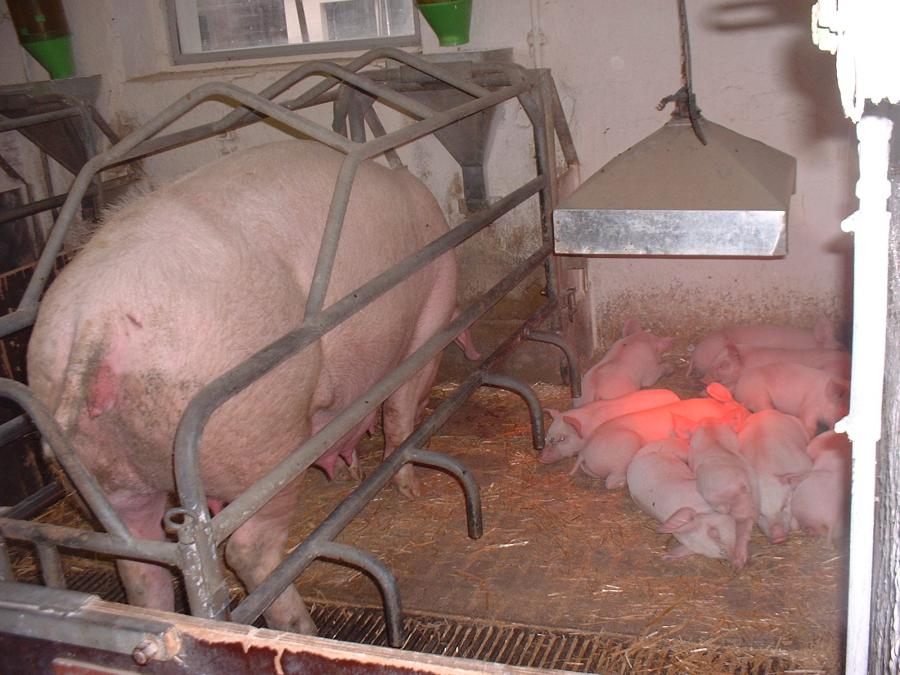
Ferkel unter einer Infrarot-Wärmelampe (Elektrische Strahlungsheizung)

Heizungen können nach verschiedensten Kriterien in Arten unterteilt werden:

### Nach Art des beheizten Objektes
Nach Art des beheizten Objektes wird beispielsweise unterschieden:
- Gebäude: Gebäudeheizung[3] (mit diversen Unterarten)
- Kleidung und Möbel: Textiles Heizsystem, Heizkissen, Bettwärmer, Sitzheizung, …
- Fahrzeuge und Maschinen: Fahrzeugheizung[4], Griffheizung, Heckscheibenheizung, …
- Nahrungsmittel (Zubereitung und Verzehr): Gar- und Wärmegeräte
- Industrieprodukte im Produktionsprozess: Prozesswärme#Erzeugung[5]
- Sportstätten: Rasenheizung, Stadionheizung, …
- Verkehrswege und -anlagen: Straßenheizung, Weichenheizung, …

### Nach Art der Primärenergie / des Energieträgers
Nach Art der Primärenergie oder des Energieträgers wird beispielsweise unterschieden:
- Elektrische Energie: Elektroheizung (Elektrowärme)[6]
- Brennstoffe (Heizstoffe):
  - Kohle: Kohleheizung
  - Gas: Gasheizung
  - Holz: Holzheizung
    - Pelletheizung
    - Hackschnitzelheizung
    - Biomeiler

  - Öl: Ölheizung
  - Brennstoffzelle: Brennstoffzellenheizung
- Natürliche Umgebungswärme:
  - Sonnenwärme: Solarheizung
  - Erdwärme: Erdwärmeheizung (häufig als Wärmepumpenheizung)
  - Umgebungsluft: Luft-Wärmepumpenheizung
- Kernenergie/Radioaktivität: Radionuklid-Heizelement, …
- Abwärme

### Nach Art des Wärmeträgers
Nach Art des Wärmeträgers für den Wärmetransport wird beispielsweise unterschieden:
- Wasser (flüssig): Warmwasserheizung
- Wasser (dampfförmig): Dampfheizung
- Luft: Warmluftheizung
- Thermoöl: Thermalölheizung

### Nach Art der Wärmeübertragung
Nach Art der Wärmeübertragung auf das zu beheizende Objekt wird beispielsweise unterschieden:
- Wärmestrahlung: Strahlungsheizung
- Konvektion: Konvektionsheizung
- Wärmeleitung: Kontaktheizung

### Nach Systemaufbau
Nach Systemaufbau und Lage relativ zum zu beheizenden Objekt wird beispielsweise unterschieden:
- Externe Heizung: Heizung befindet sich außerhalb des zu beheizenden Objektes oder umgibt dieses, z. B. Industrieofen
  - Zentralheizung: Wärme wird zentral erzeugt und innerhalb eines Gebäudes auf mehrere Verbraucher verteilt.
  - Fernheizung: (Fernwärme) Wärme für mehrere Liegenschaften wird extern erzeugt und zu den Verbrauchern geleitet.
- Interne/integrierte Heizung: Heizung befindet sich im zu beheizenden Objekt, z. B. als Heizelement